# Coeloprocta singularis
Coeloprocta singularis là một loài bọ cánh cứng trong họ Cerambycidae.